# Kiev Basket
Kiev Basket (Oekraïens: Київ Баскет) is een Oekraïense professionele basketbalclub uit Kiev. De club speelde zijn thuiswedstrijden in het Sportpaleis voor 7.000 toeschouwers.

## Geschiedenis
De club werd in 1992 opgericht als Makkabi Dendi Kiev (Oekraïens: Маккабі Денді Київ) door politicus en zakenman Michailo Brodski. Het team won verschillende trofeeën in Oekraïne. In 1998 hield het team op te bestaan vanwege de financiële problemen.
In november 2017 kende de club een opleving toen een nieuw team werd opgericht. Het nieuwe logo van het team, met een bij, werd onthuld terwijl werd aangekondigd dat de club een damesteam en twee herenteams zou hebben in het seizoen 2017/18. De nieuwe thuisarena van het team was het Meridian Sports Complex.
In het seizoen 2018/19 eindigde Kiev Basket als tweede, nadat het werd verslagen door Chimik Joezjne in de finale om de titel met 0–3.

## Erelijst
- Landskampioen Oekraïne:
  - Tweede: 1994, 1995, 2019, 2020
  - Derde: 1996, 1997, 2021, 2024
- Bekerwinnaar Oekraïne:
  - Runner-up: 1997

## Bekende (oud)-coaches
- Andrij Podkovyrov (1994-1998)
- Oleksandr Lochmantsjoek (2017-2018)
- Jevhen Moerzin (2019)

## Bekende (oud)-spelers
- Andrij Podkovyrov
- Pavlo Kroetoes
- Jevhen Moerzin
- Maksim Poestozvonov
- Maurice Creek
- Greg Mangano
- Ryan Pearson
- Avery Woodson
- Deon Edwin